# Provincie Suruga

Mapa japonských provincií se zvýrazněnou provincií Suruga

Provincie Suruga (japonsky: 駿河国; Suruga no kuni) byla stará japonská provincie ležící na pobřeží Tichého oceánu v regionu Čúbu na ostrově Honšú. Sousedila s provinciemi Izu, Kai, Sagami, Šinano a Tótómi. Na jejím území se dnes rozkládá východní část prefektury Šizuoka.
Její staré hlavní město leželo v blízkosti dnešní Šizuoky. Během většiny období Sengoku byla provincie Suruga ovládána klanem Imagawa, ale po porážce Jošimota Imagawy Nobunagou Odou ji ovládl Šingen Takeda. Nakonec ji ale Iejasu Tokugawa přidělil jednomu ze svých spojenců.